# 战斗巡洋舰 公元3000
《战斗巡洋舰 公元3000》是美國公司3000 AD开发的太空飞行模拟游戏，於1996年發行
，對應MS-DOS和Microsoft Windows平台。遊戲以其漫長坎坷的開發歷史而著稱。